# Karli, Koper
Karli este o localitate din comuna Koper, Slovenia.